# 2,2-二乙基-1,3-丙二醇
2,2-二乙基-1,3-丙二醇是一种二醇，化学式为C7H16O2。它是黄色固体，属单斜晶系，空间群P21/c。易溶于水、乙醚和乙醇。

## 反应
它和1,2-二(二氯膦基)乙烷反应，生成2,2'-(1,2-乙烷二基)二(5,5-二乙基二氧杂磷杂环己烷)。它和异丙醇铌反应，生成二醇的配合物。